# Armée du Levant
L'armée du Levant est l'ensemble des forces armées françaises en garnison au Levant (Asie occidentale) dans l'entre-deux-guerres jusqu'à la Seconde Guerre mondiale, lorsque la défaite de l'Empire turc en 1918 a conduit les puissances victorieuses à se partager de larges pans de son territoire.
En 1920, les Français reçoivent un mandat de la Société des Nations sur la Syrie et le Liban. Pour maintenir l'ordre sur ces territoires, la France constitue une force armée, l'armée du Levant. 
Constituée essentiellement par des unités de tirailleurs nord-africains de l'armée d'Afrique et dans une moindre mesure de tirailleurs sénégalais, l'armée du Levant est complétée par les troupes spéciales du Levant composées d'un personnel recruté localement.
Dès le début de la Seconde Guerre mondiale, ces territoires deviennent un enjeu disputé entre la France et le Royaume-Uni, et entre les autorités fidèles à Vichy et les représentants de la France libre.
Entre 1920 et 1927, l'armée du Levant est amenée à combattre  contre les Turcs de Mustafa Kemal Atatürk, lors de la campagne de Cilicie (1920-1921), contre les Syriens de Fayçal Ier durant la guerre franco-syrienne (1920)  et enfin contre les Druzes du sultan el-Atrache lors de la révolte druze de 1925-1927. Par la suite le seul combat important a lieu durant la campagne de Syrie en juin-juillet 1941 contre les forces Alliés.
L'armée du Levant est dissoute à la fin de la Seconde guerre mondiale, après l'indépendance du Liban en 1943 et de la Syrie en 1946.

## Historique des troupes françaises au Levant
Durant la Première Guerre mondiale, de mars 1917 à octobre 1919, un  détachement français de Palestine-Syrie (DFP), d'environ 7 000 hommes, aux ordres du lieutenant-colonel de Piépape, participe aux opérations au Levant,.
Le 15 septembre 1919, Clemenceau et Lloyd George signent à Paris une convention qui organise la relève des troupes britanniques occupant le Proche-Orient par les troupes françaises. Sans préjuger de la solution à apporter aux questions de mandat et de frontières, elle oblige la France à constituer une armée au Levant. 
Le 7 octobre 1919, une conférence militaire se tient à Paris sous la présidence du maréchal Foch. Le général Henri Gouraud est nommé haut-commissaire de la république et, succédant au général Hamelin, commandant en chef de l'armée du Levant dont les effectifs sont fixés à 35 000 hommes.  En avril 1920, la conférence de San Remo définit les termes du traité de paix avec l'Empire ottoman et officialise l’instauration des mandats.

## Effectifs

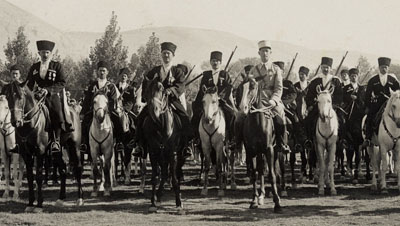
Cavalerie circassienne de l'armée du Levant avec son commandant, Philibert Collet (troupes spéciales du Levant)

Au 1er janvier 1921, les effectifs sont de 2 200 officiers et 62 000 hommes de troupe plus 3 200 auxiliaires syriens.
Après la campagne de Cilicie (1920-1921) contre les Turcs, les effectifs sont ramenés à 35 000 hommes le 1er juillet 1922 pour passer à 20 000 au 1er janvier 1925.
Le 1er janvier 1925, les structures divisionnaires disparaissent et l’ensemble des troupes forment  « l’armée du Levant ».
Au 1er juillet 1925, les effectifs (troupes françaises et syriennes) sont de 19 000 hommes. À partir d'août 1925, à la suite de la révolte druze, des bataillons arrivent en renfort de métropole et d'Afrique du Nord, jusqu'en octobre 1926, environ 19 500 hommes supplémentaires au total. 
Selon l'historien Jean-David Mizrahi, au printemps 1926, «l’effectif total de l’armée du Levant peut être estimé à 40 000 hommes, répartis comme suit : 30 500 hommes des troupes métropolitaines et coloniales, 5 000 hommes des troupes auxiliaires (Légion syrienne) et 4 500 hommes des troupes supplétives (escadrons de gardes mobiles).»
En 1927, après la fin de la révolte du Djebel druze, les unités venues en renfort sont rapatriées ou dissoutes sur place, seules quelques unités subsistent à la fin de l'année 1927.
Au 1er janvier 1931, l'armée du Levant compte 15 000 hommes dans les troupes françaises (dont 5 300 « indigènes nord-africains »  et 3 700 « indigènes coloniaux »)  et 13 000 dans les troupes spéciales.
À partir d'août 1939, à la suite des tensions avec l'Allemagne, les troupes françaises du Levant sont renforcées avec l'arrivée de nouveaux bataillons. Après la  défaite de juin 1940,  l'armée du Levant comprend, au 1er septembre 1940, près de 70 000 hommes (2 173 officiers, 7 313 sous-officiers et 59 800 hommes de troupes). À ces effectifs, s'ajoutent les « troupes spéciales », libanaises et syriennes, fortes de 14 000 hommes encadrés par 340 officiers et 1 500 sous-officiers. À partir du 1er octobre 1940, beaucoup sont démobilisés et rentrent chez eux. 
Début 1941, un peu avant les affrontements de juin-juillet 1941 face aux alliés, les effectifs sont de 50 000 militaires  dont 12 000 Français, 20 000 soldats « indigènes » nord-africains et coloniaux et 17 000 autochtones.
Durant toute la période, l'Afrique du Nord fourni la plupart des unités d'infanterie du Levant (tirailleurs algériens (RTA), tunisiens (RTT) et dans une moindre mesure marocains (RTM)). Les autres unités proviennent de l'armée coloniale (tirailleurs sénégalais (RTS) surtout) et de métropole. L'armée du Levant fait aussi appel à des troupes autochtones et supplétives organisées dans les troupes spéciales du Levant.

## Commandants des troupes françaises au Levant
- 8 octobre 1919 au 8 mai 1923 : Henri Gouraud
- 9 mai 1923 au 1er janvier 1925 : Maxime Weygand
- 2 janvier 1925 au 4 novembre 1925 : Maurice Sarrail
- 14 septembre 1925 au 28 août 1928 : Maurice Gamelin
- 1929-1932 : Louis Paul Gaston de Bigault du Granrut
- 1933-1938 : Charles Huntziger
- 1938-1940 : Henri Léon Caillaut
- 15 juillet 1940–29 décembre 1940 : François Fougère
- 1941 : Henri Dentz
- 1941 - 1943 : Georges Catroux (nommé par le général de Gaulle)
- 1943 - 1944 : Georges Chadebec de  Lavalde
- 1944 - 1946 : Étienne Beynet
- 1946 : Henri Borgnis-Desbordes

## Rôle
L’armée française au Levant, n’est pas seulement une force d’occupation. Outre l’encadrement des états-majors ou des unités, les officiers ont des fonctions politiques et administratives. Chaque territoire se voit attribuer une structure militaire. L'armée, tout en poursuivant son instruction, est impliquée dans le maintien de l'ordre et la surveillance des frontières. L'Armée  construit aussi des routes, des pistes, des réseaux d'adduction d’eau et effectue également des fouilles archéologiques.

## Chronologie des opérations
- Mars 1917 à octobre 1919 : détachement français de Palestine-Syrie (DFP) (7 000 hommes) aux ordres du lieutenant-colonel de Piépape[1]
- Novembre 1919 à février 1921 : campagne de Cilicie
- Mars 1921 à juillet 1925 : pacification
- Août 1925 à juin 1927 : insurrection du Djebel Druze
- Juillet 1927 à juillet 1939 :  stabilisation
- Août 1939 à juin 1941 : avant la campagne de Syrie
- Juin-juillet  1941 :  campagne de Syrie

### Guerre franco-syrienne (mars 1920- juillet 1920)

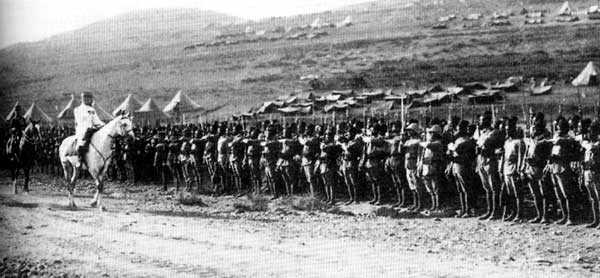
Le général Henri Gouraud inspecte les troupes à Mayssaloun.

## Composition de l'armée du Levant
De 1920 à 1924, les unités sont rattachés à une des quatre divisions. Les structures divisionnaires disparaissent le 1er janvier 1925, et l’ensemble des troupes forment « l’armée du Levant ». Après  la révolte druze de 1925-1927, les unités venues en renfort sont rapatriées ou dissoutes sur place, seuls les 16e RTT (dans le Djebel Druze) et les  IV/6e RTA et IV/1er RTM subsistent à la fin de l'année 1927. L'armée est à nouveau renforcée à partir de 1939 peu avant la Seconde Guerre mondiale,,.
Au cours des différentes périodes, la plupart des unités d'infanterie du Levant proviennent de l'armée d'Afrique (les 2e, 17e, 18e, 19e, 21e, 22e, 27e, 29e et 31e/47e RTA, les 16e, 20e et 36e RTT ainsi que les 65e et  66e RTM).

## Hommages

### Inscriptions aux drapeaux
L'inscription Levant est attribuée à la plupart des drapeaux des RTA, RTT, RTM, RTS ayant servi au cours des opérations militaires entre 1920 et 1927.

## Quelques personnalités ayant eu un rôle important à l'armée du Levant
Autres que les hauts-commissaires et commandants des troupes françaises au Levant mentionnés dans l'article
- Général Maurice Abadie (1877-1948), commandant la zone et la garnison d'Aïntab en 1920-1921
- Général Édouard Andréa (1871-1954), victorieux du siège d'Aintab en février 1921. Prend la citadelle de Soueïda le 25 avril 1926 et conquiert le sud du djebel Druze le 4 juin 1926 lors de la révolte druze
- Colonel Gabriel Carbillet (1884-1940), gouverneur de l’État druze en 1924-1925,
- Général Philibert Collet (1896-1945), commande des cavaliers Tcherkess, faisant partie des Troupes spéciales du Levant, pendant la révolte druze de 1925-1927
- Général Charles de Gaulle (1890-1970) : de novembre 1929 à janvier 1932
- Général Fernand Goubeau (1872-1935), commandant de la 4e division du Levant en 1920-1921
- Général Maurice de Lamothe (1866-1929), grand-croix de la légion d'Honneur, commandant de la 2e division du Levant en 1920-1921
- Général Julien Dufieux (1873-1959), commandant de la 1re division du Levant en 1920-1921
- Général Noël Garnier-Duplessix (en) (1860-1928)
- Général Mariano Goybet  (1861-1943), commandant de la 3e division du Levant en 1920-1921, victorieux à Damas le 24 juillet 1920
- Général Roger Michaud (1871-1947), notamment connu pour la colonne Michaud massacrée le 3 août 1925 par les Druzes
- Général Robert Normand (1873-1929)
- Général René Pichot-Duclos (1874-1968)

## Descendants de tirailleurs au Liban
Des descendants de tirailleurs "sénégalais" vivent au Liban, selon un reportage d'un magazine libanais en 2019 ; ils seraient 2000 selon le chef de la municipalité d’al-Mina, partie côtière de Tripoli, où ils résident.

#### Mandat français en Syrie et au Liban
- Mandat français en Syrie et au Liban
- Conférence de San Remo

#### Campagnes

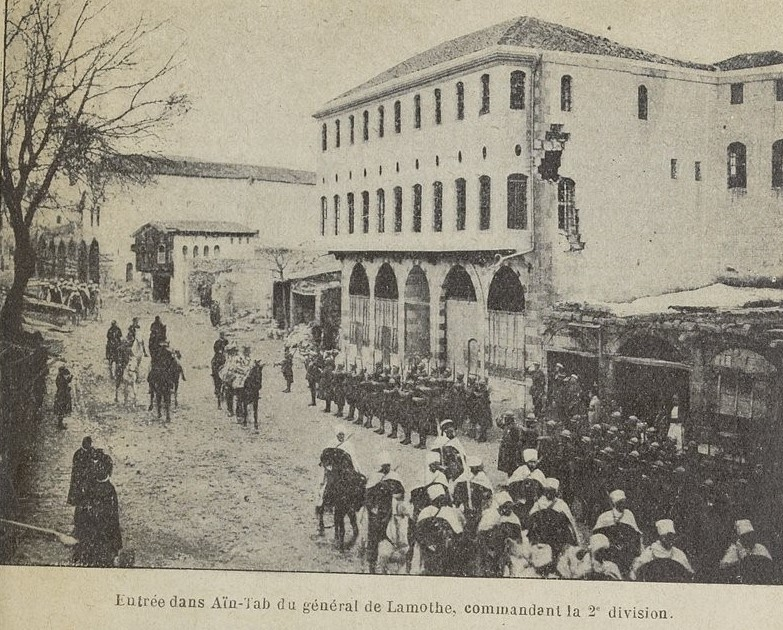
Entrée dans Aïntab du général de Lamothe, commandant la 2e division après le siège de la ville et la reddition turque du 8 février 1921 (Campagne de Cilicie)

- Campagne de Cilicie, franco-turque (1918-1921)
- Guerre franco-syrienne (1920)
- Grande révolte syrienne, révolte druze de 1925-1927

#### Troupes
- Armée d'Afrique
- Troupes spéciales du Levant
- Escadrons tcherkesses
- Compagnie autonome de chars du Levant (1944-1945)

#### Autres
- Médaille commémorative de Syrie-Cilicie